# Service de rencontre
 (août 2024).
Le contenu est difficilement compréhensible vu les erreurs de traduction, qui sont peut-être dues à l'utilisation d'un logiciel de traduction automatique.

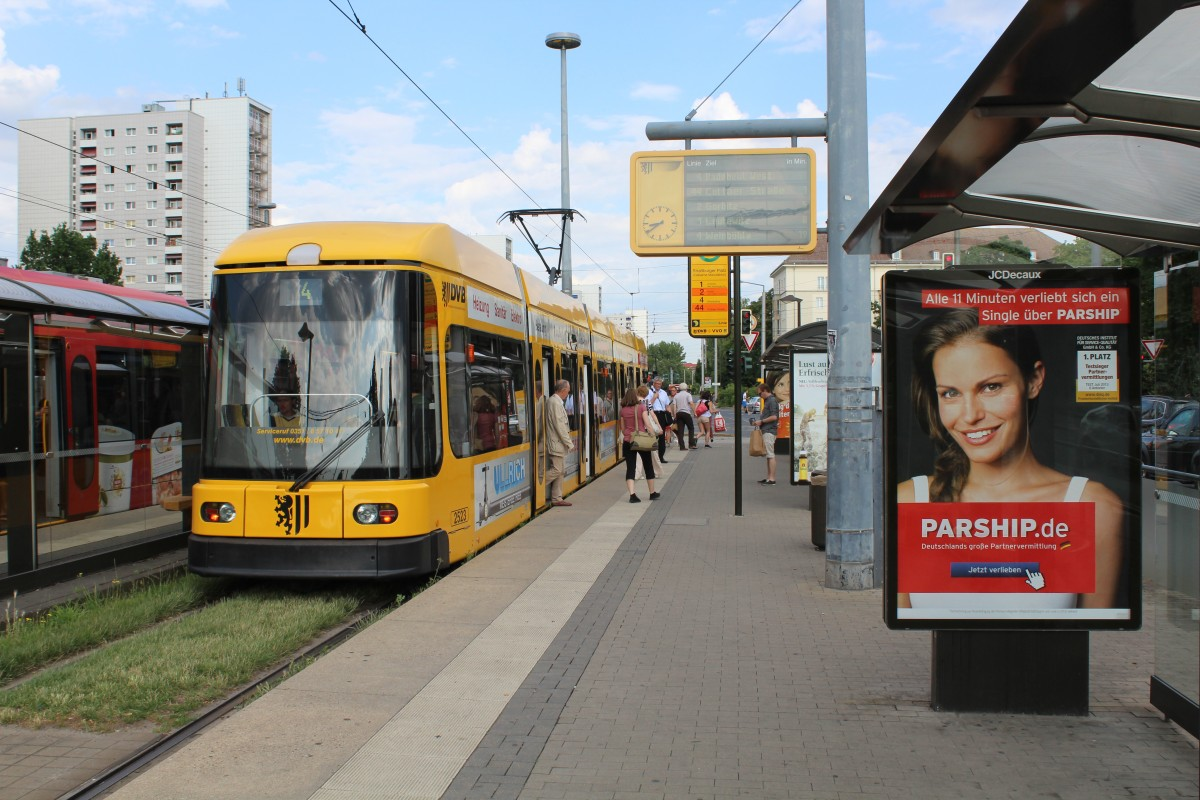
Publicité pour l'application de rencontre allemande Parship à Dresde.

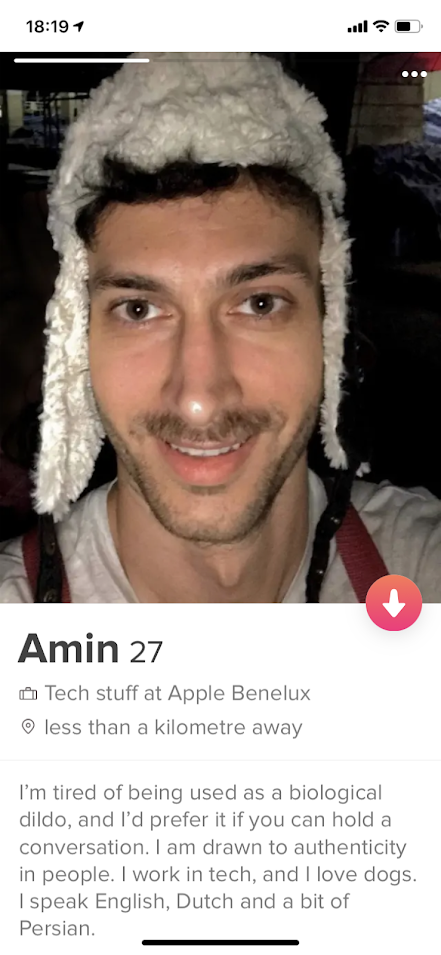
Un profil sur l'application Tinder.

Un service de rencontre est un site web (appelé site de rencontre) ou une application mobile (appelée application de rencontre) qui permet aux individus de discuter, de flirter, de se rencontrer afin de développer une relation plus ou moins longue de nature sentimentale, érotique ou amicale par le biais de la messagerie texte et de tchat.
Le lancement de Tinder en 2012 a entraîné une croissance des applications de rencontres en ligne, à la fois par de nouveaux fournisseurs et par des services de rencontres en ligne traditionnels qui se sont développés sur le marché des applications mobiles. Les applications de rencontre en ligne sont désormais monnaie courante aux États-Unis. En 2017, c'est en ligne que les couples se rencontrent le plus aux États-Unis. 39 % des nouveaux couples se rencontrent en ligne et les experts prévoient que ce chiffre passera à 70 % d'ici 2040. L'essor des rencontres sur mobile, et en particulier de l'application de rencontre Tinder, a changé la façon dont les gens rencontrent des partenaires potentiels et sortent ensemble. Certains pensent que la prolifération de ces applications a alimenté les comportements modernes en matière de rencontres.
Les sites de rencontres fonctionnent en quelque sorte comme un marché : ils offrent un espace permettant de « prospecter » et de « se vendre » dans le but de trouver la personne avec qui développer une relation. Cet espace permet d'y publier des photos et de consulter celles des autres. Les échanges peuvent s'y effectuer par des services internes de télécommunication : la messagerie, le chat avec ou sans échange audio (voice over IP) ou vidéo (webcam). Un service de matchmaking (mise en relation par affinités) peut également être proposé.
Elle[Qui ?] tire souvent parti des capacités de la géolocalisation, de son immédiateté et de son accès facile aux galeries de photos numériques et aux portefeuilles mobiles pour améliorer la nature traditionnelle des rencontres en ligne. L'accès à ces services demande souvent de fournir des informations personnelles telles que l'âge, le genre et le lieu géographique. Un bon nombre de sites de rencontres demandent un abonnement mensuel payant. Certains sont totalement gratuits. D'autres sont gratuits mais proposent des fonctionnalités supplémentaires payantes (modèle freemium). Un site de rencontre peut être généraliste ou spécialisé pour un type de relation (amoureuse, érotique, amicale) ou un type de membres (appartenance religieuse ou ethnique, orientation sexuelle, tranche d'âge).

## Historique

### Agences matrimoniales
Le marché de la rencontre entre célibataires a été marqué par le développement d'un bon nombre d'agences matrimoniales dès le début du XIXe siècle. Dans les années 1960, d'autres modes de rencontres ont parallèlement gagné leurs lettres de noblesse : il s'agit des petites annonces. Les plus notoires étaient celles du Chasseur Français. Le Minitel au début des années 1980 donna les prémices de ce que sont aujourd'hui les sites de rencontres sur Internet, média qui a commencé à être utilisé par le grand public à partir de 1994,.

### Sites de rencontre
Match.com, le pionnier de la rencontre en ligne, voit le jour en 1995. Il rachète NetClub.fr en 2007 puis Meetic en 2011 et est aujourd'hui le leader du marché dans le monde.
Le pionnier des sites de rencontres sentimentales et érotiques en France est NetClub.fr, fondé en 1997, suivi par Amoureux.com, fondé en 1998. La même année, deux acteurs majeurs du minitel rose se transposent sur le Web : Cum et Ulla. Il faudra néanmoins attendre les années 2000, marquées par l'avènement du Web 2.0, pour que les sites de rencontres fassent leur percée dans la vie des Français.
En 2001, deux sites généralistes voient le jour : EasyFlirt.fr, mais aussi et surtout Meetic.fr, qui, à coup d'investissements publicitaires massifs et de partenariats dans toute l'Europe, va dominer le marché sur tout le continent et entrer en bourse quatre ans après sa création.

### Applications mobiles
Les rencontres mobiles ont commencé à prendre forme en 2003. ProxiDating a été l'un des premiers services de rencontres utilisant Bluetooth. En 2004, Match.com, Webdate et Lavalife étaient les premiers leaders des services de rencontres mobiles. Ce n'est qu'avec l'arrivée de l'iPhone en 2007 que les rencontres mobiles ont décollé. 2010 a été l'année où les rencontres mobiles sont devenues courantes. À partir de 2012, les rencontres mobiles ont progressivement dépassé les rencontres en ligne. Match.com et POF.com voient désormais plus de 40 % de leurs connexions provenir de téléphones mobiles. Le marché des rencontres sur mobile devrait atteindre 1,4 milliard de dollars en 2013.
Selon le San Francisco Chronicle en 2005, « les rencontres mobiles sont le prochain grand saut dans la socialisation en ligne ». Plus de 3,6 millions d'utilisateurs de téléphones portables se sont connectés à des sites de rencontres mobiles en mars 2007, la plupart des utilisateurs étant âgés de 27 à 35 ans.
Tinder est l'application qui a été à l'origine de la montée en puissance des applications mobiles de rencontres. Tinder a été lancé le 12 septembre 2012 par les fondateurs Sean Rad, Jonathan Badeen, Justin Mateen, Joe Munoz, Dinesh Moorjani, Chris Gylczynski et Whitney Wolfe. Bien que d'autres sources affirment que les fondateurs sont uniquement Mateen, Rad et Badeen.
Le marché des applications mobiles de rencontre est estimé à 2,1 milliards de dollars en 2015. Une étude publiée en 2015 montre qu'actuellement 7,8 millions de célibataires au Royaume-Uni recherchent un partenaire en ligne chaque mois. Il s'agit déjà d'une augmentation significative par rapport à 2011 (6,3 millions). Cette augmentation serait due aux rencontres mobiles en raison des services actuels de rencontres sociales comme Tinder ou Badoo, qui permettent aux gens de nouer rapidement de nouveaux contacts en déplacement.  En 2013, on a assisté à une « croissance exponentielle » des sites de rencontre créant des applications et des applications de rencontre utilisées via un appareil mobile. Tinder a été à la hauteur de la concurrence sur ce marché « en octobre 2014, l'application compte plus de cinquante millions d'utilisateurs » et il est également évalué « entre 750 millions et 1 milliard de dollars ».
Pendant la pandémie de Covid-19, Morning Consult (en) a constaté par ses sondages que les Américains étaient plus nombreux que jamais à utiliser des applications de rencontre en ligne. Dans un sondage réalisé en avril 2020, l'entreprise a constaté que 53 % des adultes américains qui utilisent des applications de rencontre en ligne les ont davantage utilisées pendant la pandémie. En février 2021, cette part est passée à 71 %.
Après le succès de Tinder, beaucoup d'autres ont essayé de créer leurs propres applications de rencontre et des sites de rencontre comme Match.Com ont créé des applications pour plus de commodité. ARC d'Applause, un groupe de recherche sur l'économie des applications, a mené une recherche en 2016 sur la façon dont 1,5 million de consommateurs américains ont évalué 97 des applications de rencontre les plus populaires. Les résultats de la recherche ont indiqué que seules 11 apps ont obtenu un score de 50 ou plus (sur 100) avec plus de 10 000 avis de l'app store. Il s'agit de : Jaumo, OkCupid, happn, SCRUFF de Perry Street, Moco de JNJ Mobile, GROWL d'Initech, Skout (en), Qeep (en) de Blue Lion mobile, MeetMe (en), Badoo et Hornet. Une application ayant obtenu un score de 50+ était considérée comme un succès. D'autres applications populaires comme Bumble, Grindr, eHarmony (en), chamet et Match ont obtenu un score de 40 ou moins. Pour garantir la confidentialité des célébrités, Raya (en) est apparue comme une application de rencontre basée sur l'adhésion, permettant l'entrée uniquement par le biais de références. En 2019, Taimi, qui a commencé comme une alternative à Grindr, a lancé une première application de rencontre inclusive LGBTQI+. La possibilité d'identifier des personnes ayant des intérêts similaires a donné naissance à un certain nombre d'applications de rencontre religieuses populaires, notamment Muzz (en) (musulman), Salams (musulman), Upward (chrétien), Christian Connection (en) (chrétien), JSwipe (en) (juif) et JDate (en) (juif),,.

## Sociologie
Les applications de rencontres en ligne ciblent un groupe démographique jeune. Alors qu'auparavant, les gens étaient très peu exposés aux rencontres en ligne, aujourd'hui, près de 50 % des gens connaissent quelqu'un qui utilise ces services ou qui a rencontré l'être aimé par le biais de ces services. En 2005, seuls 10 % des 18-24 ans ont déclaré avoir utilisé des services de rencontre en ligne ; ce chiffre est passé à plus de 27 % de cette population, ce qui fait de ce groupe démographique cible le plus grand nombre d'utilisateurs pour la plupart des applications. Lorsque le Pew Research Center a mené une étude en 2016, il a constaté que 59 % des adultes américains étaient d'accord pour dire que les rencontres en ligne sont un bon moyen de faire des rencontres, contre 44 % en 2005. Cette augmentation de l'utilisation par ce groupe cible peut être justifiée par leur utilisation accrue des smartphones qui les conduit à utiliser ces applications de rencontre pour smartphone. Environ 1 jeune de 18 à 24 ans sur 5 (22 %) a déclaré utiliser des applications de rencontre en 2016, alors qu'ils n'étaient que 5 % à le faire en 2003.
Pour Daphné Marnat et Barbara Cassin, « l'existence et le succès des sites de rencontres reflètent une société de solitaires, seuls face à la constitution de leur réseau social et amoureux, vivant dans un espace temps limité où l'efficacité règne en maître : pas de temps à consacrer à une drague hasardeuse dans des bars devenus trop chers. Pas envie de se prendre une claque ou un vent, d'ailleurs on a même perdu l'habitude de regarder autour de soi : « J'ai découvert mon voisin sur CelibParis, et vous ? » (slogan-affichage dans le métro de celibparis.com). Ces sites montrent combien la consommation a pénétré les sphères les plus intimes : les rapports aux autres, avec la nécessité de se constituer immédiatement un cercle de relations important dès que l'on arrive quelque part, et le rapport à l'autre, avec le couple comme deux partenaires de consommation qui s'associent sur des loisirs partagés. Et quand on va jusqu'au bout, avec un cynisme de bon ton, on affiche que l'autre est un objet de consommation, mais en tenant compte de l'époque qui a renversé les rôles puisque c'est la femme qui est devenue le client, voire le prédateur : « au supermarché des rencontres, les femmes font de bonnes affaires » dit AdopteUnMec.com ».
En 2014, les 18 millions de célibataires français recensés par l'INSEE sont la cible de plus de 2 000 sites de rencontres généralistes ou spécialisés sur un marché estimé à environ 200 millions de chiffre d'affaires,.
Une enquête IFOP révèle qu'en 2018, 26 % des Français déclarent s’être déjà inscrits au moins une fois sur un site de rencontre ; contrairement à ce que la plupart des sites présentent dans leurs publicités, il reste encore difficile de rencontrer quelqu’un en vrai via ce genre de sites (seulement 57 % des sondés déclarent y être parvenus) ; la réalisation de rencontres amoureuses (20 % déclarent avoir eu à la fois des relations amoureuses et sexuelles) n’empêche pas pour autant une certaine banalisation des « coups d’un soir » (62 % déclarent avoir eu « une aventure sans lendemain »).

## Fonctionnalité

### Sites de rencontres par affinité ou par situation
La rencontre par affinités (matchmaking) suppose que deux personnes doivent partager des affinités si elles envisagent une relation sérieuse et durable. Si les sites de rencontres généralistes proposent parfois à ses membres une liste de célibataires a priori compatibles au vu de ce qu'ils ont rempli dans leur profil (ASV pour Age-Sexe-Ville, centres d'intérêts), les sites de rencontres par affinités proposent une étude de compatibilité plus approfondie.
À la différence d'un site de rencontre classique, les utilisateurs répondent à un questionnaire et se voient proposer un ensemble de profils supposés leur correspondre. Ces sites de rencontres par affinité se distinguent des sites d'agence matrimoniale, où cette dernière prend le soin de rencontrer chacun des célibataires avant de les mettre en relation. Notons néanmoins que la distinction n'est pas toujours évidente : sur le site de rencontres américain Tawkify.com, les inscrits ne peuvent pas communiquer directement : c'est le site qui les met en relation en fonction d'affinités supposées.

### Géolocalisation
Les sites de rencontres mobiles, afin d'augmenter les chances de rencontre, concentrent leur attention sur les utilisateurs qui partagent le même réseau social et la même proximité. Certaines applications proposent même des services tels que des dispositifs de localisation qui alertent les utilisateurs lorsqu'un autre utilisateur se trouve à moins d'un mètre. Certains systèmes font appel à la technologie Bluetooth pour connecter les utilisateurs dans des lieux tels que les bars et les clubs. C'est ce qu'on appelle la rencontre de proximité.

## Type de services
Les sites de rencontres connus du grand public sont souvent les sites généralistes, même s’il existe d'autres sites qui, dans une logique de stratégie de niche, se sont spécialisés dans l’échangisme, l’infidélité, l’homosexualité ou encore les musulmans, ou les afro-descendants.
Les sites de rencontres se différencient selon le mode de rencontre auquel ils invitent les utilisateurs. Il peut y avoir comme préalable à la rencontre une première prise de contact en ligne (online dating, mobile dating, sites de rencontres épistolaires, card dating, virtual darting) ou pas (slow dating, group dating, speed dating, blind dating). La fixation du rendez-vous peut-être directe (online dating classique, mobile dating) ou intermédiée (rencontre coachée, online matchmaking, speed dating, blind dating, slow dating, group dating, charity dating). D’autres sites se spécialisent par région géographique.

### Par type de relation recherchée
Trois types de relation sont recherchés sur les sites de rencontres : la relation amoureuse, la relation sexuelle ou la relation amicale. Dans cette dernière catégorie, le leader en France est OnVaSortir!, et Meetup.com aux États-Unis.
Selon une étude menée par le CSA, 62 % des personnes inscrites sur des sites de rencontres en ligne recherchent des aventures sans lendemain alors que seuls 35 % désirent une relation sérieuse.

#### Rencontres amicales ou slow dating
Le « slow dating » est un rétronyme utilisé pour désigner le mode de rencontre auquel invitent les sites proposant d'organiser et/ou de participer à des sorties, événements, activités en groupe, qu'il s'agisse d'activités culturelles, sportives ou de loisirs. Les « sites de slow dating » peuvent être généralistes (toutes sorties confondues) ou spécialisés dans un type de sortie/activité (sport, restaurant, voyage,,,,,) ; de plus, ils peuvent être orientés rencontres amicales,, (comme OnVaSortir.com) ou orientés rencontres amoureuses. Ce mode de rencontre est proposé également par des applications comme Once.
OnVaSortir.com (OVS) se présente comme « le site des sorties amicales et rencontres entre amis dans votre ville ». Avec un grand nombre de types de sortie proposée (exposition, concert, théâtre, randonnée, sport, restaurant, soirée dansante, karaoké, café philo), OVS est le leader des sites de sorties amicales en France, devant MeetUp.com (qui permet également d'organiser des rencontres professionnelles). Le leader aux États-Unis est MeetUp.com.
Les sites de sorties peuvent par ailleurs être orientés rencontres amoureuses,,; certains sites au Royaume-Uni ou aux États-Unis permettent aux célibataires de se rencontrer à partir d’une envie de sortie commune,,.

#### Sites particuliers
À partir des années 2000 se sont développés les sites spécialisés dans le « service d'hébergement », aussi appelé « échange d'hospitalité » : CouchSurfing.org,, BeWelcome.org, Servas.org. Certains mettent l'accent sur les échanges interculturels : HospitalityClub.org et FriendShipForce.org,, tandis que d'autres sont spécialisés pour les familles, mais aussi pour les cyclistes ou les espérantophones. D'autres sites permettent aux touristes de travailler en échange du gîte et du couvert. Généralement le bénévolat s'effectue dans les fermes, on parle alors de WWoofing.
La rencontre d'inconnus par ces sites implique une exposition à des dangers plus ou moins importants.

#### Pratique de langues étrangères
Un site d'échange linguistique permet de trouver des correspondants pour s'améliorer en langues étrangères et trouver de nouveaux amis. On peut s'y inscrire également pour participer à des soirées polyglottes. Un autre site s'adresse quant à lui à tous ceux à la recherche de nouvelles rencontres dans le monde entier.

### Selon la sexualité
De nombreux sites se spécialisent dans un certain type de sexualité. Il en existe selon le type d’attirance (LGBT,, bears, chubs, asexuels, platoniques,,) ou le type de pratique sexuelle (libertinage : échangisme, mélangisme ou triolisme ; BDSM ou fétichistes, jusqu’au fétichisme des couches aux États-Unis).
La différence d’âge entre les partenaires potentiels est également un critère : il existe des sites pour femmes cougars ou pour leurs équivalents homme. D'autres sites sont spécialisés dans les rencontres pour adolescents d'autres pour seniors.
Des sites dédiés aux rencontres tarifées non professionnelles existent notamment en France, et aux États-Unis,,,,. On parle de « sugar baby » pour les personnes qui offrent ce type de service à des hommes, qui eux sont désignés sous le terme de « sugar daddy ». Les hommes qui offrent ce type de service à des femmes sont des gigolos, et celles-ci sont des « sugar mama ».
Les différents types de critères peuvent également se combiner : il existe par exemple des sites pour femmes cougars lesbiennes et d’autres pour sugar daddies gays ou sugar mamas lesbiennes.
Il existe également en France des sites pour machistes, et d’autres pour personnes pucelles. Enfin, il existe des sites féministes, comme Bumble, ou AdopteUnMec.com en France,,.
Certains sites de rencontres sont par ailleurs destinés aux polyamoureux,, ou aux polygames (voir également les sites de rencontres pour Musulmans ou Mormons).

### Par affinités

#### Affinités psychologique
Les sites de rencontres par affinités appliquent ordinairement les théories sur la personnalité et sur la compatibilité des personnes (religion, culture, goûts, aspirations) pour proposer des rencontres.
Le service de matchmaking offre à ses clients des tests de la personnalité, parfois d'une centaine de pages, et suggère une liste de membres avec lesquels ils seraient susceptibles de former un couple harmonieux.
Certains sites de rencontres s'appuient sur les travaux du psychologue allemand Hugo Schmale (de), ou encore de l'anthropologue américaine Helen Fisher. D'après cette dernière, il existerait schématiquement quatre types de personnalité : les aventuriers, les constructeurs, les dirigeants et les négociateurs. Selon les études menées par la scientifique, les couples susceptibles de bien fonctionner seraient les couples aventurier-aventurier, constructeur-constructeur et dirigeant-négociateur (ces deux profils se complétant).

#### État d'esprit
Il existe des sites de rencontres spécialisés par sous-culture ou centre d'intérêt : rockers, metalleux, punks, gothiques ou emos,,,,, clubbers, hipsters, tatoués, hippies, yuppies,, geeks, végétariens, naturistes, curieux,,,, amateurs d'équitation, de golf, de fitness, de lecture, motards,, cyclistes, joueurs de jeu vidéo, ou encore amoureux des bêtes,,. Ce dernier type est à distinguer des sites de rencontres pour animaux.
Ces sites sont spécialisés pour les personnes de gauche, de droite ou écologistes. En Amérique du Nord, il existe également des sites de rencontres destinés aux libertariens, pour objectivistes, ou encore militants pro-Trump.
Certains sites ont pour cible ceux qui recherchent spécifiquement un partenaire chrétien ou plus spécifiquement pour catholique, protestant, mormon/LDS, adventiste, Témoin de Jéhovah ; musulman, ou plus particulièrement chiite ; juif. Il existe par ailleurs des sites ciblés pour les personnes d'origine africaine, martiniquaise, d'origine asiatique, latino-américain, portugaise ou encore russe : dans ce dernier cas de figure, il convient de distinguer les sites pour rencontres entre Russes des sites destinés aux personnes non slaves recherchant une femme d'Europe de l'Est.

#### Niveau social
Sites de rencontres destinés aux diplômés de l’enseignement supérieur,,,, ; ou exclusivement des grandes écoles ; aux riches et aux canons  où sont mis en relation des femmes attrayantes avec des hommes gagnant plus de 100 000 € par an. Aux États-Unis, un site s'adresse aux personnes très aisées et dit « compter parmi ses membres des PDG, des athlètes de premier niveau, des docteurs, des avocats, des investisseurs, des entrepreneurs, des reines de beauté, des fitness models et des célébrités hollywoodiennes » ; aux femmes qui recherchent une sécurité financière : un site « interdit l'inscription aux hommes gagnant moins de 2000 € (fiche de payes et avis d'imposition à l'appui) et où c'est aux femmes de payer l'abonnement ».
Il convient de bien distinguer les sites de rencontres élitistes des sites d'agences matrimoniales élitistes ainsi que des sites de réseautage social élitistes.
Il convient également de discerner les sites de rencontres élitistes des sites de rencontres « haut de gamme ». Sur ces sites, où par ailleurs l'inscription fonctionne par cooptation, la sélection à l'entrée porte moins sur la situation sociale que sur le sérieux des célibataires dans leur démarche de recherche.

#### Statut conjugal
Si les sites généralistes sont destinés aux célibataires, d'autres sont destinés aux personnes mariées,, divorcées avec enfants ou veuves,,.

### Rencontres organisées

#### Rencontre coachée
Les utilisateurs de sites de rencontres peuvent faire appel aux services d'un « dating assistant (en) »,, PersonalDatingAssistants.com,,,,, : les services proposés vont de l'identification du site de rencontres où s'inscrire à l'obtention de rendez-vous en passant par la gestion du profil : choix du pseudo, réalisation et sélection des photos, rédaction du message d'accroche et de l'annonce. Aux États-Unis, un site de rencontres permet de contrôler si la personne rencontrée a un casier judiciaire.
Au Royaume-Uni, le site MySingleFriend.com (en), permet que la rencontre coachée soit initiée par un proche (parent, ami, collègue) du célibataire.
Par ailleurs, les sites comme QuoiMaGueule.com, permettent aux internautes de soumettre leurs photos à la notation des visiteurs. Une étude menée par le Journal of Business and Psychology montre que la photo est déterminante dans l'évaluation de la personne : l'« effet de halo » désigne l'attribution de qualités à quelqu'un seulement sur la base de son apparence physique. S'appuyant sur un échantillon statistique de plusieurs millions d'utilisateurs, Christian Rudder, cofondateur du site OKCupid.com, met en avant que les profils ayant le plus de succès sont ceux dont la photo a été réalisée à l'aide d'un appareil professionnel, sans flash, avec une faible profondeur de champ et au lever ou au coucher du soleil.

#### Speed dating
Le speed dating consiste à faire se rencontrer des personnes préalablement sélectionnées selon des critères spécifiques pour une durée courte, typiquement sept rendez-vous de sept minutes chacun,,,.

#### Blind dating
L'agence organise une « rencontre à l'aveugle » : les protagonistes, présélectionnés selon leur compatibilité supposée, ne se connaissent pas,,. Les rencontres de ce type peuvent avoir lieu en groupe, autour d'un repas par exemple (aux États-Unis, 8at8.com organise des dîners pour quatre femmes et quatre hommes partageant des points communs).

#### Group dating
Certains sites au Royaume-Uni, en France et en Italie sont spécialisés dans le group dating, une rencontre à l'aveugle entre groupes de célibataires. Ce mode de rencontre, particulièrement développé au Japon, s'apparente à un mélange de blind dating (rencontre entre célibataires) et de slow dating (sortie en groupe).

## Avantages et des inconvénients

### Avantages
De nombreuses applications proposent des tests de personnalité pour la mise en relation ou utilisent des algorithmes pour mettre en relation les utilisateurs. Ces facteurs augmentent la possibilité pour les utilisateurs d'être mis en relation avec un candidat compatible. Les utilisateurs ont le contrôle ; on leur propose de nombreuses options afin qu'il y ait suffisamment de correspondances qui correspondent à leur type particulier. Les utilisateurs peuvent simplement choisir de ne pas faire correspondre les candidats dont ils savent qu'ils ne sont pas intéressés. Il est facile de réduire le nombre d'options. Lorsque les utilisateurs pensent être intéressés, ils peuvent chatter et apprendre à connaître le candidat potentiel. Ce type de communication permet d'économiser du temps, de l'argent et des risques que les utilisateurs n'éviteraient pas s'ils faisaient des rencontres de manière traditionnelle. Les rencontres en ligne sont pratiques ; les gens veulent que les rencontres s'adaptent à leur emploi du temps. Les rencontres en ligne peuvent également accroître la confiance en soi ; même si les utilisateurs sont rejetés, ils savent qu'il y a des centaines d'autres candidats qui voudront les rencontrer et ils peuvent simplement passer à l'option suivante. En fait, 60 % des adultes américains sont d'accord pour dire que les rencontres en ligne sont un bon moyen de faire des rencontres et 66 % disent qu'ils sont allés à un vrai rendez-vous avec une personne rencontrée par le biais d'une application. Aujourd'hui, 5 % des Américains mariés ou engagés dans une relation sérieuse disent avoir rencontré leur moitié en ligne.

### Inconvénients
Bien que la plupart des sites de rencontres prétendent disposer d'autant de membres féminins que masculins, il y a en réalité parfois deux à trois fois plus d'hommes que de femmes. En juillet 2015, un vaste piratage du site AshleyMadison.com a permis de se rendre compte que le chat était fréquenté par seulement 2 409 femmes contre 11 millions d'hommes, soit un rapport de 1 pour 5000.
Un problème est « l'asymétrie des intérêts », c'est-à-dire qu'un utilisateur attirant reçoit une attention excessive de la part des autres utilisateurs et s'en va, ce qui peut entraîner une détérioration de l'adhésion. Parfois, avoir trop d'options peut être accablant. Avec autant d'options disponibles, les utilisateurs peuvent se perdre dans leurs choix et finir par passer trop de temps à chercher le candidat « parfait » au lieu d'utiliser ce temps pour entamer une vraie relation. En outre, les algorithmes et les systèmes de correspondance mis en place ne sont pas toujours aussi précis que les utilisateurs le pensent. Il n'existe pas de système parfait capable de faire correspondre parfaitement les personnalités de deux personnes à chaque fois.
La communication en ligne manque également l'aspect chimie physique qui est essentiel pour choisir un partenaire potentiel. Beaucoup de choses se perdent dans la traduction par les textos. Les rencontres en ligne ont rendu les rencontres très superficielles ; la photo sur le profil d'un utilisateur peut faire en sorte qu'une personne corresponde ou ne corresponde pas avant même de connaître sa personnalité.
Après avoir analysé un nombre important d'applications mobiles de rencontres diverses, les chercheurs ont conclu que la plupart des principales applications de rencontres sont vulnérables à de simples attaques par reniflage, qui pourraient révéler des informations personnelles très sensibles telles que l'orientation sexuelle, les préférences, les e-mails, le degré d'interaction entre les utilisateurs. Les plates-formes de rencontre en ligne sont vulnérables à de faux profils pour voler les informations privées des utilisateurs. L'un de ces travaux étudie et évalue les vulnérabilités des utilisateurs à divulguer des informations personnelles identifiables (PII) dans Tinder, une application mobile de rencontre.
Les applications de rencontre amplifient le phénomène du « ghosting » (fantomisation en français), qui consiste pour l'une des parties à une relation à rompre toute communication avec l'autre partie sans avertissement ni explication. La fantomisation pose un sérieux problème aux applications de rencontre car il peut conduire les utilisateurs à supprimer l'application. C'est pourquoi des sociétés comme Bumble et Badoo s'attaquent à cette pratique avec de nouvelles fonctionnalités qui permettent aux utilisateurs de mettre fin aux conversations plus poliment.
L'enchaînement des rencontres en ligne peut conduire à une lassitude, un épuisement mental et une mélancolie amoureuse, phénomène appelé « dating fatigue » ou « dating burnout », ausculté en 2021 par la journaliste Judith Duportail dans son livre Dating Fatigue. Amours et solitudes dans les années (20)20.
Les rencontres en ligne sont stigmatisées, mais elles sont de plus en plus acceptées au fil du temps.

## Confidentialité des données
Les applications et sites de rencontres en ligne sont souvent impliqués dans des affaires concernant l'utilisation abusive de données. En 2018, Grindr, la première plateforme de rencontres gay est accusée d'avoir partagé des données sur la séropositivité de ses utilisateurs avec de nombreuses entreprises. Grindr a reconnu les allégations mais a affirmé que c'était dans le but d'optimiser sa plateforme qui ne convainc pas la communauté LGBT. Grindr s'est défendu en partageant la Data Loss Prevention de l'entreprise et en rassurant les utilisateurs avec l'intervention publique de son directeur technique Scott Chen. En Europe, les plateformes de rencontres se soucient de plus en plus de la législation sur les données en raison des sanctions du RGPD qui menace les entreprises de sanctions économiques.
D'autres données personnelles sont vendues par les applis de rencontre. Celle qui est la plus achetée par les entreprises privées reste les informations géographiques des utilisateurs. Lorsque l'utilisateur autorise la localisation, les apps les enregistrent et les stockent en utilisant le système de coordonnées géographiques. En cas de violation des données, les informations géographiques exposent directement les utilisateurs.
Comme d'autres applications, les applications de rencontre peuvent connaître des brèches : des pirates ont révélé des problèmes de sécurité sur Tinder, Coffee Meets Bagel (en) ou Adult FriendFinder (en) par exemple. Sur cette dernière, les données de plus de 412 millions d'utilisateurs ont été exposées, l'une des plus grandes fuites en termes de nombre de comptes exposés. En 2016, le partage des informations personnelles de près de 40 millions d'utilisateurs d'Ashley Madison par un groupe de hackers, l'« Impact Team », a révélé leur vrai nom, leur numéro de téléphone, leur adresse électronique, leur position géographique et leurs préférences sexuelles. Ashley Madison a assuré à ses plus de 35 millions d'utilisateurs que le service était totalement « anonyme » et « 100 % discret », mais n'a pas supprimé complètement les comptes lorsque les utilisateurs le souhaitaient (et ont payé pour cela) ou n'a pas reconnu que des données avaient effectivement été divulguées une première fois. Des suicides ont été signalés après la fuite. Taimi a introduit une sécurité de niveau bancaire pour devenir « l'application de rencontre la plus sûre » pour les homosexuels.
Le 13 janvier 2013, Cupid Media a confirmé que sa base de données de mot de passe avait été compromise et une partie des utilisateurs a été affectée. Les membres concernés ont été contactés par la société en leur demandant de changer leurs mot de passe et des mesures de sécurité supplémentaires ont également été mises en place.

## Abus et escroqueries

### Mensonges sur les profils déclarés
Des travaux ont été menés sur la véracité des profils déclarés sur les sites de rencontres. Ces études ont par exemple trouvé des différences dans le genre des personnes, les hommes mentant plus sur leur taille et les femmes sur leur poids. L'équipe de modération est présentée par Gleeden comme « la plus intransigeante ». Cependant, de nombreux profils faux ou fantaisistes sont présents sur le site, certains profils sont laissés à l'abandon parfois depuis 5 ans. Gleeden revendique malgré tout une politique de « membres réels », avec derrière chaque profil, une personne réelle.
Au-delà de l’observation de faux profils, des chercheurs se sont concentrés sur la façon dont les usagers de sites de rencontres effectuent leur présentation du soi dans un contexte plus ample d’interactions en ligne sous une politique générale d’inscription. En effet, l’obsession d’atteindre la véracité identitaire des utilisateurs d’un réseau peut rappeler « les valeurs de participation, d’authenticité, de transparence propres aux sociabilités ordinaires du Web que le fake est accusé de mettre en échec [et qui] sont autant de composant idéologiques d’une économie numérique dont les modèles d’affaires prédominants sont basés sur l’inscription, le traçage des usagers et la fouille de leurs données personnelles ». Il faut néanmoins distinguer que les différentes stratégies du fake ne sont pas toujours de la même nature et qu’elles ne se déroulent pas de la même manière sur tous les espaces d’interaction en ligne.
Si l’identité numérique possède un caractère performatif  dans la mesure où nous supposons que l’interlocuteur est celui qu’il revendique être, cette performativité acquiert une dimension très particulière dans certains sites de rencontres. Certes, les mensonges peuvent conduire à un risque dans l’éventualité d’une rencontre présentielle ou simplement blesser la crédulité des membres d’un site. Et pourtant, en s’éloignant de l’opposition entre vrai et faux, on peut constater quelques nuances sur l’idée de l’identité faussée.
Tout d’abord, le contact présentiel n’est pas toujours le but principal de l’inscription sur une plateforme de rencontre, surtout chez les plus jeunes où il s’avère être plutôt pour un usage récréatif : « L’usage ne débouche pas toujours sur des rencontres de visu, qu’il n’a pas forcément pour objectif. On se connecte d’abord par curiosité et « pour voir », et une partie de jeunes s’en tiennent aussi à cette expérience éphémère ou occasionnelle des services ».
Ensuite, si la présentation de soi comporte dans la vie de tous les jours la mise en œuvre de stratégies rationnelles montrant ou cachant des expériences et des réactions selon la situation face à laquelle on se trouve, les interactions numériques n’y font pas exception. En l’occurrence, ceux qui trichent dans une application de rencontres en construisant plusieurs profils afin d’optimiser les leurs, gagnent en même temps une « marge de déplacement et d’interaction » face aux autres.
Enfin, et particulièrement sur des sites de rencontres explicitement érotiques, la manipulation d’information concernant l’identité personnelle peut se rapporter intimement à certains fantasmes sexuels ou caractéristiques qui auraient un capital érotique important selon l’utilisateur et que, par conséquent, il tentera de représenter. Bien que les exemples soient nombreux, on peut évoquer comment un nombre de profils soulignent une appartenance ethnique, une provenance géographique ou une orientation sexuelle qui ne sont pas nécessairement affichées de la même manière hors ligne.
Certains sites de rencontres pour ados sont infiltrés par des prédateurs sexuels (notamment des pédophiles) qui mentent sur leur identité ou leur âge,,.
Cette problématique a donné lieu à la création d'applications spécialisées comme le whisper network Tea.

### Escroquerie sentimentale
Un problème très répandu pour ce qui concerne l'authenticité des utilisateurs inscrits réside dans les cas multiples de Romance Scam (aussi appelé prisonnière espagnole), une forme d’arnaque pour laquelle des groupes d’Africains (dit « brouteurs ») se font passer pour des hommes d’affaires en envoyant des belles promesses d’amour à des femmes d’âge mûr sur les sites de rencontres. Ils leur demandent ensuite de leur envoyer de l’argent pour un cas d’urgence purement inventé. Suivant la déclaration officielle des dégâts que le FBI publie pour l’année 2011, les déclarations des citoyens américains s’élevaient à plus de 50 millions de dollars. À l’échelle internationale, les dommages sont chaque année estimés à plus de 100 millions d’euros,,.

### Des sites infiltrés par la prostitution
Certains sites de rencontres, notamment érotiques, sont infiltrés par la prostitution.

### Animatrices de sites de rencontres
Certains sites de rencontres reposent au moins en partie sur un modèle économique tout particulier : ils embauchent des « animatrices » (aussi appelées « hôtesses ») qui, par la création d'un faux profil, sont chargées de susciter l'intérêt suffisamment pour faire souscrire un abonnement et pour qu'il soit prolongé, ou encore que de nombreux appels à des numéros surtaxés soient effectués, : Match.com, Cupid.com,, YesMessenger.com,, Adult FriendFinder.com.

### Mensonge sur le nombre d'inscrits
Bon nombre d'« inscrits » sont souvent d'anciens membres, à qui le site a pris soin de ne pas demander la désinscription.

## Dans la culture populaire

Pancarte dans une manifestation féministe contre Donald Trump à la suite de son élection comme président des États-Unis, le 22 janvier 2017. Trump y est représenté dans un profil Tinder et le commentaire I'd swipe left! (Je swiperais à gauche !) indique la réprobation du nouveau président.

### Au cinéma
- Vous avez un message, avec Tom Hanks, réalisé par Nora Ephron en 1998
- La Main au collier, réalisé par Gary David Goldberg en 2005
- À la recherche de l'homme parfait, réalisé par Michael Lehmann en 2007
- Sex Drive, réalisé par Sean Anders en 2008
- Catfish, réalisé par Henry Joost en 2010
- Chercher le garçon, réalisé par Dorothée Sebbagh en 2012
- Coup de foudre garanti, réalisé par Mark Steven en 2020

### En littérature
- Pour écrire son roman Clic Party !, Bernadette Herman s'est inscrite à six « sites de rencontre[222] »